# Трабзон (аеропорт)
Аеропорт Трабзон (тур. Trabzon Havalimanı) (IATA: TZX, ICAO: LTCG) — аеропорт поблизу міста Трабзон, Туреччина. 
Аеропорт був відкритий в 1957 році. 

У 2009 році він обслужив 1 596 905 пасажирів, більшість з яких (95%) прямували внутрішніми маршрутами. 
У 2009 році аеропорт Трабзона посів 9-е місце за загальним пасажиропотоком та 7-ме місце за внутрішнім трафіком серед аеропортів Туреччини. 

## Авіалінії та напрямки, травень 2023
| Авіакомпанія      | Пункт призначення |
| ----------------- | --- |
| Air Arabia        | Шарджа |
| AnadoluJet        | Анкара, Стамбул–Сабіха Гекчен, Ван |
| Corendon Airlines | Сезонний: Кельн/Бонн, Дюссельдорф |
| flydubai          | Сезонний: Дубай |
| Flynas            | Сезонні: Ель-Касим, Ріяд |
| Iraqi Airways     | Сезонний: Багдад |
| Jazeera Airways   | Сезонний: Кувейт |
| Kuwait Airways    | Сезонний: Кувейт |
| Oman Air          | Маскат |
| Pegasus Airlines  | Адана, Анталія, Стамбул–Сабіха Гьокчен, Ізмір Сезонний: Бахрейн, Даммам (з 2 червня 2023), Джидда (з 1 червня 2023), Кувейт, Ріяд (з 6 червня 2023), Тель-Авів (з 2 червня 2023) |
| Qatar Airways     | Доха (з 16 червня 2023) |
| SalamAir          | Сезонний: Маскат |
| SunExpress        | Анталія, Дюссельдорф, Ізмір Сезонні: Франкфурт, Штутгарт |
| Turkish Airlines  | Бахрейн, Стамбул, Янбу Сезонно: Берлін, Мюнхен |

## Статистика
Див. джерело запитів Вікіданих та джерела.